# Лігдам I
Лігдам I (д/н-490 рік до н. е.) — правитель міста Галікарнас, сатрап Карії. Представник династії Адусідів.

## Життєпис
Відомостей щодо родини та місця народження Лігдама немає. Він походив з карійської знаті. Був сином Ісадора, володаря Галікарнасу та сатрапа Карії. Лігдам мав гарні стосунки як з головами сусідніх пенрських сатрапій, так й представниками їх аристократії. Десь у 520-х роках він за допомогою персів став тираном міста Галікарнас. Це відбулося майже без насильства. Мабуть вже тоді Лігдам мешкав в цьому місці й мав підтримку. Тим більше жителі Галікарнаса були під враженням успіхів Перської держави часів Дарія I.
Лігдам з флотом брав участь у 512 році до н. е. у скіфському поході царя Дарія I.
Влада його була досить сильною — з урахуванням підтримки персів, й Лігдам I зумів спокійно передати владу своїм дітям.

## Родина
Дружина (ім'я невідоме), грецького знатного роду з о. Крит
Діти:
- Мавсол
- Пігрет
- Артемісія